# Buchenavia fanshawei
Buchenavia fanshawei är en tvåhjärtbladig växtart som beskrevs av Arthur Wallis Exell och Maguire. Buchenavia fanshawei ingår i släktet Buchenavia och familjen Combretaceae. Inga underarter finns listade i Catalogue of Life.